# Système éducatif en Allemagne
 (septembre 2016).
Si vous disposez d'ouvrages ou d'articles de référence ou si vous connaissez des sites web de qualité traitant du thème abordé ici, merci de compléter l'article en donnant les références utiles à sa vérifiabilité et en les liant à la section « Notes et références ».

Le système éducatif allemand

En Allemagne, l'éducation est organisée au niveau des Länder. Ainsi aussi bien les désignations pour chaque type d'école que le contenu de ces termes se différencient de région en région.
L'État fédéral joue toutefois un rôle mineur, principalement dans le financement et la coopération internationale, par l'intermédiaire du ministère fédéral de l'Éducation et de la Recherche.
Les enfants vont au jardin d'enfants (Kindergarten) et à l’école primaire (Primarstufe) assuré par les Grundschulen. L’enfant allemand doit grandir à l’école et se développer en fonction de ses compétences personnelles et à son rythme. L’enfant se forge lui-même son identité. Il doit s’épanouir. La transmission du savoir n’est pas ce qui est le plus important ; les enfants doivent principalement être capables de vivre en collectivité[réf. nécessaire].

## Le jardin d’enfants / la maternelle(Kindergarten)
La maternelle en Allemagne est nommée Kindergarten, ce qui signifie jardin d'enfants. Elle n’est pas obligatoire. C’est une école payante. Elle comprend des enfants de 3 ans à 6 ans qui ne sont pas répartis dans des classes par âge mais qui sont tous mélangés. Les élèves ne passent donc pas dans la classe supérieure. Les horaires et les activités peuvent être différents d’un groupe à l’autre dans un même établissement. L’école commence en août, l’enfant est présent 2 à 3 heures par jour au début car il lui faut un temps d’intégration. Il n’y a pas de vacances scolaires. Les Kindergarten ferment s’ils le souhaitent pendant la période de Noël et en été. Ce sont les parents ou le personnel qui décident des vacances pour eux et pour les enfants. Les enfants jouent une grande partie du temps, rien ne leur est imposé. L’objectif est que l’enfant puisse s’exprimer librement. Les activités proposées sont variées : il y a des balades en forêt pour découvrir la faune et la flore avec un pique-nique, certains vont passer du temps avec des jeux de société, avec la création de potager, d’autres font des activités qu’ils choisissent avec les parents. Certains Kindergarten ont un enfant handicapé dans le groupe qui est accompagné d’un  Zivis ; c’est une jeune personne qui fait son service civil.
Les Kindergarten ne sont pas inclus dans le système scolaire. Il y a deux types de Kindergarten : ceux gérés par la commune et ceux gérés par l’église mais qui n’ont pas de but religieux. Le Kindergarten est basé sur la présence d’un espace de créativité qui permet à l’enfant de découvrir son environnement grâce aux jeux. Il n’y a pas de professeur pour les encadrer, ce sont des éducateurs qui s’occupent d’eux sans rien leur imposer. Ce n’est pas une instance qui prépare les enfants à la réussite scolaire mais à la découverte de jeux, à apprendre à vivre en collectivité. Les demandes d’inscription dans les Kindergarten sont très nombreuses et certaines demandes ne sont pas satisfaites par manque de Kindergarten. Chaque Kindergarten est différent. Les éducateurs choisissent les thèmes qu’ils souhaitent mettre en avant avec les enfants.

## L'élémentaire(Grundschule)
Le primaire est en Allemagne assuré par les Grundschulen. Leur fréquentation est obligatoire pour tous les enfants à partir de 6 ans, et la scolarité dure quatre ans (six ans à Berlin et dans le Brandebourg, avec deux ans d'Orientierungsstufe (palier d'orientation) permettant une première orientation) . Une des caractéristiques des Grundschulen est de ne pas mettre sous pression les élèves : il n'y a pas de notes dans les deux premières années, seulement des appréciations orales[réf. nécessaire]. Après, ils sont évalués de 1 à 6 (1 est la meilleure note) ; les redoublements sont très rares. Les déficits de connaissances doivent donc être comblés par des moyens pédagogiques autres que la répétition. Les Grundschulen sont un des premiers lieux de socialisation hors de la famille. Elles sont également le siège de nombreuses innovations pédagogiques : les professeurs de Grundschule  sont formés de manière plus intense à la pédagogie que leurs collègues enseignant dans les cycles supérieurs.
Pour certains enseignements, ce sont d’autres enseignants qui font le cours (art, musique, sport). Les Allemands ont six semaines de vacances l’été. Avant de quitter le Kindergarten à l’âge de 6 ans, les élèves font des tests de maturité, des évaluations sur la compréhension de la langue allemande pour pouvoir intégrer le Grundschule. C’est la maturité de l’enfant qui lui permet de passer à l’école élémentaire. L’Allemagne est composée de Länder qui n’ont pas les vacances au même moment pour permettre aux Allemands de voyager. Les élèves n'ont cours que le matin. Lors de la rentrée, les parents donnent une Schultüte à leurs enfants : c’est un carton plié en forme de cornet dans lequel sont mises des sucreries et des fournitures scolaires. Les enfants sont pris en photo avec leur Schultüte. Cette photo est importante pour les familles car elle marque le passage entre la petite enfance et l’entrée à l’école. L’après-midi, les élèves peuvent avoir de l’aide aux devoirs, du soutien scolaire ou des activités non obligatoires. Les cours commencent généralement à 8 h et se terminent à 13 h. Ils durent en moyenne 45 minutes, il y a une pause de 20 minutes et des petites pauses toutes les deux heures. Le midi, les enfants rentrent manger chez eux, il n’y a pas de cantines dans les écoles. Chaque Land travaille différemment mais ils se concertent régulièrement pour essayer d’étudier les mêmes thèmes afin d’éviter d’avoir de grandes différences entre les régions.
Pendant les premières années en Grundschule, les élèves apprennent à lire, à écrire et à calculer. Ils ont aussi des cours de sciences car ils étudient la faune et la flore. Ils vont s’intéresser au quartier dans lequel ils vivent avec leur enseignant. Les élèves apprennent à chanter, à danser. Ils font des pièces de théâtre, du bricolage et des sorties scolaires. Ils ont des cours d’allemand et de mathématiques sous forme de jeux. Les élèves vont à leur rythme pour faire les différents exercices de mathématiques. Dans certaines régions, les cours de religion sont obligatoires à l’école élémentaire[réf. nécessaire].
Il est ainsi mis l'accent sur l'enseignement des langues étrangères et sur de nouvelles méthodes de travail et d'enseignement (cours « ouverts », projets…). Les Grundschulen font face aujourd'hui aux changements de la société allemande : une plus grande hétérogénéité dans les classes, des journées de cours allongées (cours l'après midi)…
À la fin de la Grundschule, les élèves ont la possibilité d’intégrer différentes écoles. Leur orientation est choisie avec leurs parents.
Il existe aussi des écoles alternatives. Ainsi, si certaines écoles privées suivent les directives régionales, d'autres sont de véritables alternatives à l'enseignement traditionnel :
- Sudbury-Schule ;
- Waldorfschule ;
- Montessori.

## Écoles du niveau secondaire
Un raccourcissement de la durée de la scolarité secondaire de neuf à huit années scolaires est en cours[évasif] dans beaucoup de Länder en Allemagne. L’argument principal pour ce raccourcissement est la longueur des durées de formation en Allemagne par comparaison avec les autres pays européens.
Voir Abitur en douze ans
Secondaire I
- Hauptschule

- Realschule

Secondaires I et II
- Gymnasium, lycée, mène à l'Abitur
- Gesamtschule

Secondaire II
- Berufsbildende Schulen
- Berufskolleg
- Fachschule
- Berufsgrundschule
- Fachoberschule
- Berufsschule
- Berufsoberschule
- Berufsfachschule (par exemple Handelsschule, école de commerce)

Ces écoles permettent un début de professionnalisation à l'école.

## Le MSA (Mittlerer Schulabschluss)
Le MSA est un ensemble d'épreuves que doivent passer les élèves en classe de seconde (10. Klasse) qui permet, si réussi, de pouvoir continuer jusqu'à l'Abitur. Il est à noter que seuls les établissements de Berlin ainsi que du Land de Brandebourg sont concernés. De plus, les matières examinées à l'écrit sont l'anglais, l'allemand ainsi que les mathématiques. S'ajoute à cela une présentation orale traitant soit d'un sujet de société, soit d'un sujet de sciences et vie de la Terre, soit d'art et enfin d'une option. Il est possible d'arrêter les études après la seconde pour se diriger vers un apprentissage.

## Deutscher Lehrerpreis
Le prix Deutscher Lehrerpreis a été fondé pour reconnaitre les meilleurs professeurs d'Allemagne et les projets pédagogiques innovants.

## Études supérieures (Tertiäre Ausbildung)[3]
- Universität, universités normales
- Fachhochschule, universités plus techniques, plus spécialisées
- Hochschule désignant un établissement d'enseignement supérieur en général[4]

Les nouveaux grades sont Bachelor/Bakkalaureus (de 3 à 4 ans) et Master/Magister (de 1 à 2 ans) dans la loi fédérale Hochschulrahmengesetz en 1998. Depuis les lois des Länder concernant les établissements supérieurs les formations ont été modifiées et de nombreux Bachelor et Master sont proposés par les universités et les Fachhochschulen. Les études coopératives peuvent aussi décerner ces diplômes, non pas en tant que grade universitaire mais seulement comme diplôme national).
Le doctorat, réglé par les lois des Länder et l'université en question (Promotionsordnung), n'est pas affecté par la réforme et continue à exister. Il n'y a pas de durée prescrite dans les lois. Jusqu'à présent la durée effective d'un doctorat dépendait fortement de la discipline et du doctorant. On essaie désormais de limiter cette durée à 3 années.
En 2014, selon l'OCDE, 28 % des Allemands âgés de 25 à 34 ans disposaient d'un niveau d’éducation supérieur, contre 44,7 % des Français de cette tranche d'âge.
| Doctorat (>3 ans)               |
| Master/Magister (1-2 ans)       |
| Bachelor/Bakkalaureus (3-4 ans) |
| Allemagne                       |